# Armando Lucero
Armando Lucero (1942 - 5 de maio de 2010) foi um criminoso argentino preso em 2009 sob a acusação de estuprar uma de suas filhas durante um período de 17 anos. Ele foi acusado de ter sete filhos com ela, e também ter estuprado duas de suas outras filhas. Ele foi preso quando sua filha foi à polícia depois que os temores de que abusos seus próprios filhos.
Lucero morreu na prisão de infecção respiratória no início de maio de 2010 enquanto aguardava julgamento.